# Raison d'Etat di Richelieu

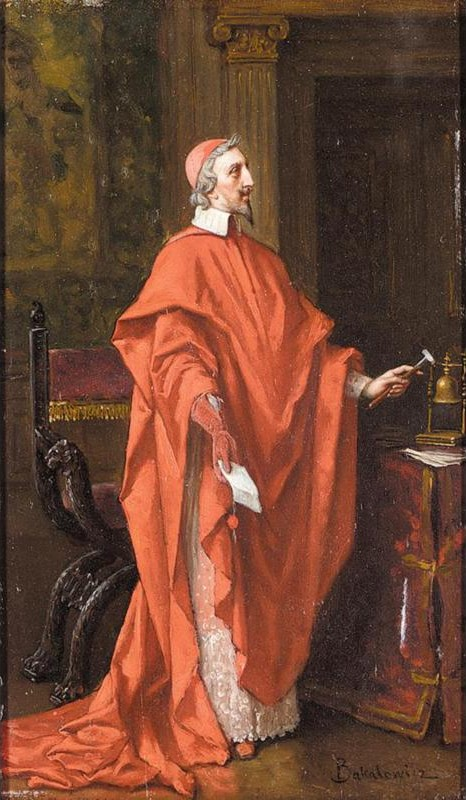
Il cardinale Richelieu

Con il termine Raison d'Etat il cardinale Armand-Jean du Plessis de Richelieu, primo ministro di Francia dal 1624 al 1642, indicava il perseguimento della cosiddetta "ragion di stato", che in quegli anni trovava una prima formulazione teorica in Giovanni Botero, dopo essere stata già discussa preliminarmente dal tacitista Scipione Ammirato. Questa politica portò la Francia a essere il paese egemone in Europa, e comunque mantenere sul piano internazionale un posto di primo piano che ancor oggi conserva.

## Principi
Secondo Richelieu, in pieno disaccordo in un'epoca di conflitti religiosi, lo Stato doveva essere superiore ai conflitti ideologici (etici, religiosi, dinastici) e le alleanze dovevano essere stipulate non per ragioni dinastiche, ma per obiettivi concreti. Lo stesso Richelieu si scindeva in "uomo di Stato" e "uomo di Chiesa". Se Richelieu era un ecclesiastico, ciò non gli impediva di stipulare alleanze con nazioni protestanti come la Svezia di Gustavo II Adolfo. Per Richelieu (allontanandosi dalla sua porpora) la sua anima poteva anche essere salvata in punto di morte, ma se lo Stato faceva le scelte sbagliate, a nulla gli sarebbe servito redimersi. A parere del cardinale dunque la politica doveva essere fredda e non passionale.

## Applicazioni
Richelieu applicò immediatamente questi principi, sia in patria sia all'estero ed ebbe successo in ambo le parti. In patria non esitò a eliminare rivali di sangue reale, parenti alla lontana del re, che cospiravano contro di lui o contro lo stesso sovrano. Richelieu era in fondo un uomo onesto e anche se si serviva di intrighi e macchinazioni lo fece solo per il bene del suo sovrano, Luigi XIII. Il suo zelo lo portò a creare l'assolutismo monarchico, sistema di governo in cui il re detiene tutti i poteri. Ma il cardinale seppe anche scegliersi abili collaboratori, come il cardinale Giulio Mazzarino. Non esitò anche a scendere a patti con gli ugonotti, ma quando capì che questi rappresentavano una minaccia, assediò La Rochelle.
In campo estero condusse trionfalmente la Guerra dei Trent'anni, alleandosi con i sovrani protestanti, e diventando acerrimo rivale della cattolicissima casa degli Asburgo. Erano infatti gli Asburgo a premere da ogni lato sulla Francia: a sud la Spagna, a nord le Fiandre e a est si profilava una Germania unita sotto la guida austriaca. Intervenendo nella guerra dei Trent'anni, Richelieu impedì infatti agli Asburgo di annettersi il Sacro Romano Impero, già sotto la loro platonica influenza.

## Eredità
Richelieu permise a Luigi XIV, successore di Luigi XIII, di ricevere uno Stato geopoliticamente forte e di inseguire il suo sogno di egemonia europea, agognato anche dal cardinale.
Anche la Realpolitik di Bismarck ha origine dalla raison d'Etat di Richelieu e permise alla Germania di diventare uno Stato unitario. A essa si ispirò anche Stalin, che non esitò ad allearsi prima con la Germania di Hitler e poi con le democrazie occidentali, in entrambi i casi nemici inconciliabili, ma da cui ricavò cospicui benefici.